# '50s on 5
‘’’50s on 5’’’ або просто ‘’’The 50s’’’ — некомерційна супутникова радіостанція на платформі Sirius XM Radio. Її плейлист складається переважно з топ-40 найкращих хітів поп, ду-воп та рок-н-ролу кінця 1940-х-початку 1960-х років. Станція веде мовлення на 5 каналі Sirius XM та 6005-му каналі Dish Network. 9 лютого 2010 року співпрацю з Sirius XM припинив оператор Direct TV замінивши її новою музичною послугою Sonic Tap. .
У період 2001–2008 років радіостанцію очолювали програмний директор Кен Сміт та музичний директор Мет Балдасарі. Обидва були відсторонені від виконання обов'язків після злиття XM Radio з колишнім конкурентом Sirius Radio. 12 листопада 2008 радіостанція увійшла до складу платформи Sirius, замінивши канал Sirius Gold
Подібно до радіостанцій такого ж формату, 50s on 5намагається відтворити атмосферу ефіру 50-х, використовуючи звички ді-джеїв, сленг та спосіб подачі новин того часу.

## Ведучі
- Дейв Хьофель

Будні: 12 — 6 пп за східним часом
Субота 10 ранку — 3 за східним часом
Дейв зростав оточений музикою видатних виконавців рідної Філадельфії — від Боббі Райделла до Чуббі Чеккера та від Орлонів до Дувеллів. Зараз він щодня програє треки цих видатних виконавців для вас
Пет Джон
Вівторок — П'ятниця 6 ранку — 12 пополудні за східним часом
Пет Джон — фанат легенд рок-н-ролу. З деякими навіть знайомий особисто. Коли він розповідає про пісні, які звучать у ефірі, ви можете бути впевненими, що маєте справу з професіоналом, адже Пет буквально живе та дихає музикою.
- Джим Керр

Понеділок 6 ранку — 12 пп за східним часом
Субота 6 — 11 пп за східним часом
Неділя 6 — 9 пп за східним часом
Першу роботу на кантрі радіостанції міста Упсіланті (штат Мічиган) Джим Керр отримав у 14 років. Незважаючи на тривале перебування у Нью-Йорку, Джим досі залишається фанатом кантрі, хоча це не завадило йому стати видатним рокерським ді-джеєм!
- Кен Мерсон

Вечори буднів 6 пп — 12 ночі за східним часом
Коли він вперше почув рок-н-рол на батьківській радіостанції, Кен зрозумів, що його місія — ділитися своєю радістю та пристрастю з усім світом. Навіть його день народження збігається з днем народження короля рок-н-ролу Елвіса Преслі, що досить символічно! Кен спеціально для вас збирає найкращі хіти першої декади існування рок-н-ролу.
• Норн Найт
Вихідні 3 — 6 пп за східним часом
One of the foremost experts on '50s music, Norm's been gracing the airwaves for over four decades. Now he broadcasts live from the DJ booth at the Rock and Roll Hall of Fame and Museum in his hometown of Cleveland, OH. "It is absolutely fantastic going to 'play' — not work — every day, " he says.
Один з найвидатніших експертів музики 50-х, Норн вже чотири десятиліття прикрашає радіохвилі. Зараз він веде прямі ефіри з діджейської кабіни у Залі Пошани Музею рок-н-ролу рідного міста Клівленд. «Це фантастика — щодня насолоджуватись улюбленою музикою, працюючи», говорить Норн.

## Програми
- Шоу Норна Найта з Залу Пошани Музею рок-н-ролу

Субота і неділя 3 пп за східним часом
По дорозі на роботу Норн проходить колекцію вантажних пластинок 50-х років. В оточенні сценічних костюмів, інструментів та сторінок з текстами пісень, Норн знайомить слухачів з найкращими хітами рок-н-ролу ранніх років.
- Cool Bobby B's Doo-Wop Stop

Неділя, 9 вечора за східним часом
Боббі Б задає ритми ду-воп на вашій вулиці. Вам запропонують найкращі мелодії рок-н-ролу у найхіповішому шоу радіо простору.
- Pink & Black Days

Субота 11 пп за східним часом
Ведучий радіо Мемфіс Александр Вард знайомить з музикою, біографією та інтерв'ю персоналій Мемфіської музичної сцени — Семом Філіпсом, Руфусом Томасом та багатьма іншими.

## Виконавці
- Елвіс Преслі
- Джеррі Лі Льюїс
- Бренда Лі
- Бадді Холлі
- The Everly Brothers
- Літл Річард
- Конні Френсіс
- Рікі Нельсон
- Фетс Доміно
- The Platters
- Чак Беррі
- Чаббі Чекер
- Леслі Гор